# Pyrgos (Crète)
Pour les articles homonymes, voir Pyrgos.
Pyrgos (parfois Myrtos-Pyrgos) est un site archéologique minoen située près de Myrtos sur la côte sud de l'île de Crète, en Grèce.